# Parafia św. Jana Chrzciciela w Hadynowie
Parafia Świętego Jana Chrzciciela w Hadynowie – parafia rzymskokatolicka w dekanacie łosickim.
Parafia erygowana w 1421 roku. W roku 1513 została przyłączona do parafii łosickiej. Po spaleniu się kościoła w Łosicach w roku 1880 w Hadynowie przywrócono parafię. 
Pierwotny kościół drewniany wzniesiony i uposażony w 1413 roku przez miejscowych dziedziców - Piotra i Bogusława z Szawłów oraz Stanisława i Marcina z Szańkowa.
Zespół kościoła pw. św. Antoniego Padewskiego jest na liście zabytków  pod numerem  A-186 z 27.06.1990. Pod ochroną znajduje się:  kościół, ogrodzenie z dzwonnicą bramną i kaplicą, cmentarz oraz drewniana plebania i ogród.. Drewniana, najstarsza część kościoła pochodzi z przełomu XVII/XVIII. W XIX w. kościół był kilkakrotnie remontowany i rozbudowywany. Po raz ostatni w 1902 roku kościół został rozbudowany przez ks. Stanisława Dąbrowskiego. Od strony północnej dobudowana została murowana część z prezbiterium i dzwonnicą.
Obok dawnego kościoła w latach 1994-1996 wybudowano obecny murowany kościół parafialny w stylu współczesnym.
30 czerwca 2013 roku odbyły się uroczystości pod przewodnictwem biskupa siedleckiego Zbigniewa Kiernikowskiego związane z 600-leciem powstania parafii.
Terytorium parafii obejmuje Hadynów, Bolesty, Bolesty-Kolonia, Dawidy, Korczówka-Kolonia, Nowe Łepki, Stare Łepki, Olszanka, Pietrusy, Radlnia, Szańków, Kolonia Szańków, Szawły, Szydłówka, Wyczółki, Kolonia Wyczółki.